# Tango (アプリケーション)
TangoとはTangoME, Incが2009年に開発したクロスプラットフォームで動作するサードパーティーのメッセージングアプリケーションソフトウェアでスマートフォン向けとなっている。無料かつ3G 、4G、Wi-Fiネットワークを介したビデオ通話で人気を博している。
2014年3月時点で2億人以上が登録ユーザーとなっていて、Android端末において12番目のダウンロード数を誇るアプリケーションである。PCMagは「最もシンプルなチャットアプリケーションでサポートも良い」と評している。

## 歴史
2009年にウリ・ラズとエリック・セットンがカリフォルニア州マウンテンビューにTangoを設立した。現在セットンが最高技術責任者を、ラズが最高経営責任者を、ブライアン・ハンセンが業務担当シニアディレクターを務めている。
シリアルアントレプレナーであるラズとセットンはスタンフォード大学で電気工学の博士号を取得しており、100万人のユーザー数を想定してインスラコストを低く抑え、高画質ビデオを提供できるP2Pとビデオ圧縮技術を使ったサービスを開発した。
ドレイパー・フィッシャー・ジャーベットソンやレオナルド・ブラバトニックといった投資家から投資を受けている。2014年3月に2億8000万ドルの出資を阿里巴巴集団やYahoo共同創業者のジェリー・ヤンなどから受けている。
2014年3月時点で、160人以上の従業員が在籍し、中華人民共和国北京市、テキサス州オースティンに事務所を設置している。本社はパロアルトに移転している。

## アプリケーションの概要
Tangoは無料でビデオ通話ができるが、音声通話、テキストメッセージ、写真共有、ゲームにも最適化されている。
主にAndroid端末向けだが、iOS、Windows Phone 7、パーソナルコンピュータにも対応している。またAviaryと提携しており写真編集機能が提供されている。
ユーザー間のソーシャルネットワークの土台を形成している2億人以上のユーザーの需要に応えている。
現在、アラビア語、中国語、トルコ語を含む14言語にローカライズされている。